# L'educazione di Giulio
L'educazione di Giulio è un film del 2001 diretto da Claudio Bondì. È liberamente ispirato al libro Torino, Via Giulio 22, dello stesso Bondì, che narra l'adolescenza di Giulio Carlo Argan. L'opera è stata utilizzata per il primo test europeo di trasmissione di un film via Internet.

## Trama
Torino, 1931. Spinto dal padre Ettore, amministratore di manicomi, l'adolescente Giulio comincia a svolgere piccoli lavori nel Regio Manicomio Femminile. Poco dopo conosce la ventenne Margherita, nuova paziente dell'istituto: la ragazza è completamente diversa dalle donne che Giulio ha conosciuto fino a quel momento. Il rapporto con Margherita spinge Giulio a sottrarsi al destino deciso per lui dal padre e ad affermare la propria identità.

## Riconoscimenti
- 2000 - Chieti Film Festival
  - Miglior film